# Wintersleep
Ne doit pas être confondu avec Winter Sleep.
Wintersleep est un groupe de rock indépendant canadien, originaire de Halifax, en Nouvelle-Écosse. Le groupe reçoit un Juno Award en 2008. En 2016, les membres de Wintersleep sont Paul Murphy, Loel Campbell, et Tim D'eon.

## Biographie
Wintersleep est formé en 2001 et compte deux albums avec Dependent Music, un label et collectif d'artistes ayant émergé à Yarmouth, en Nouvelle-Écosse, en 1994.
En 2006, Wintersleep signe avec Labwork Music, un label partenaire de Sonic Unyon et EMI Music Canada, et réédite ses deux premiers albums studio albums dans les marchés américains et canadiens. Leur premier album est remixé et remasterisé par Laurence Currie. Le 2 octobre 2007, Wintersleep sort son troisième album, Welcome to the Night Sky. Une édition limitée de l'album en vinyle avec couverture alternative est publiée chez Hand Drawn Dracula. Ils remportent un Juno Award en 2008 dans la catégorie de groupe de l'année.
Wintersleep devient l'un des groupes d'ouverture pour Paul McCartney à son concert au Halifax Common le 11 juillet 2009. Cette année, le groupe tourne en soutien à l'album Welcome to the Night Sky, tout en démarrant un quatrième album, New Inheritors ; l'album est publié le 17 mai en Europe et le 18 mai en Amérique du Nord. Leur cinquième album, Hello Hum, sort en 2012.
Leur morceau Weighty Ghost est utilisé pour le film One Week, sort en 2008. En 2010, le morceau atteint le Top 100 Canadian Singles du National Post. Wintersleep joue Weighty Ghost à l'émission Late Show with David Letterman le 14 janvier 2011. En 2011, le morceau apparait dans l'émission Being Human. En 2014, le groupe enregistre onze morceaux au Sonic Temple studio d'Halifax. Cette même année, ils jouent au festival North by Northeast de Toronto.
En décembre 2015, Wintersleep signe avec Dine Alone Records. En janvier 2016, le groupe sort Amerika sur le blog du Wall Street Journal. Le 4 mars la même année, le groupe sort un album, The Great Detachment, chez Dine Alone,,,. Le bassiste de Rush, Geddy Lee, joue de la basse sur le morceau Territory.

## Membres

### Membres actuels
- Paul Murphy - chant, guitare
- Loel Campbell - batterie
- Tim D'eon - guitare, synthétiseur
- Jon Samuel - synthétiseur, chœurs, guitare (depuis 2006)

### Anciens membres
- Jud Haynes - guitare (2002–2007)
- Mike Bigelow - piano, synthétiseur (2005-2006), guitare basse (2007-2016)

## Discographie

### Albums studio
- 2003 : Wintersleep
- 2005 : untitled
- 2007 : Welcome to the Night Sky
- 2010 : New Inheritors
- 2012 : Hello Hum
- 2016 : The Great Detachment
- 2019 : In the Land Of

### Singles
- 2007 : Weighty Ghost
- 2008 : Oblivion
- 2010 : Black Camera
- 2010 : New Inheritors
- 2010 : Trace Decay
- 2010 : Preservation
- 2012 : In Came the Flood
- 2012 : Nothing is Anything (Without You)
- 2016 : Amerika
- 2017 : Spirit
- 2017 : Freak Out